# Carol Channing
Pour les articles homonymes, voir Channing.
Carol Channing est une actrice et chanteuse américaine née le 31 janvier 1921 à Seattle, Washington (États-Unis) et morte le 15 janvier 2019 à Rancho Mirage, Californie.

## Biographie
Carol Elaine Channing est une actrice, chanteuse, danseuse et comédienne américaine. Connue pour ses rôles à Broadway et dans des comédies musicales, ses personnages dégagent une expressivité fervente et une voix facilement identifiable, qu’il s'agisse de chants ou d'effets comiques. Channing a étudié l'art dramatique à la Neighborhood Playhouse School de New York.
Elle débute en tant qu'actrice musicale à Broadway, jouant dans Les hommes préfèrent les blondes en 1949, et dans Hello, Dolly! en 1964, pour lequel elle remporte le Tony Award de la meilleure actrice dans une comédie musicale. Elle reprend les deux rôles à plusieurs reprises au cours de sa carrière, la dernière étant celle de Dolly en 1995. Channing est nommée pour son premier Tony Award en 1956 pour The Vamp, suivie d'une nomination en 1961 pour Show Girl . Elle reçoit sa quatrième nomination au Tony Award pour la comédie musicale Lorelei en 1974.
En tant qu'actrice de film, elle remporte le Golden Globe et est nommée pour l'Oscar de la meilleure actrice dans un second rôle pour sa performance dans Millie (1967). Elle joue également dans La VRP de choc (1956) et Skidoo (1968). À la télévision, elle apparait en tant qu'artiste dans des émissions de variétés, de The Ed Sullivan Show dans les années 1950 à Hollywood Squares . Elle joue la Reine Blanche dans la production télévisée d'Alice au pays des merveilles (1985) et réalise la première de nombreuses émissions spéciales télévisées en 1966 avec "An Evening with Carol Channing".
Channing est intronisée au Temple de la renommée du théâtre américain en 1981 et reçoit le Lifetime Achievement Tony Award en 1995. Elle continue à se produire et à faire des apparitions jusqu'à ses 90 ans, chantant des chansons de son répertoire et partageant des histoires avec ses fans, style cabaret. Elle publie une autobiographie, intitulée Just Lucky I Guess , en 2002, tandis que Larger Than Life, un documentaire sur sa carrière, est diffusé en 2012.
Carol Channing meurt le 15 janvier 2019 à l'âge de 97 ans.

## Filmographie

### Cinéma
- 1950 : La Rue de traverse (Paid in Full), de William Dieterle : Mrs. Peters
- 1956 : La VRP de choc (The First Traveling Saleslady) : Molly Wade
- 1967 : All About People : La narratrice
- 1967 : Thoroughly Modern Millie : Muzzy Van Hossmore
- 1968 : Skidoo (Skidoo) : Flo Banks
- 1971 : Shinbone Alley : Mehitabel (Voix)
- 1978 : Sgt. Pepper's Lonely Hearts Club Band : Notre invitée à Heartland
- 1990 : Blanche-Neige et le Château hanté (Happily Ever After) : Muddy (Voix)
- 1994 : Poucelina (Thumbelina) : Mme Fieldmouse (voix)
- 1998 : Le Petit Grille-pain courageux : Objectif Mars (The Brave Little Toaster Goes to Mars) : Ceiling Fan (Voix)

### Télévision
- 1955 : Svengali and The Blonde (Téléfilm) : Trilby O'Farrell
- 1957 : Playhouse 90 (Série TV) : Mabel
- 1957 : The Red Skelton Show (Série TV) : Daisy June
- 1958 : The Christmas Tree (Téléfilm) : Une membre de la promenade
- 1959 : The George Burns Show (Série TV) : Carol Channing
- 1969-1972 : Laugh-In (Série TV) : Une invitée
- 1981-1987 : La croisière s'amuse (The Love Boat) (Série TV) : Tante Sylvia / Tante Sylvia Duvall / Sylvia Bennett
- 1985 : Alice au pays des merveilles (Alice in Wonderland) (Téléfilm) : La reine blanche
- 1990 : Tic et Tac, les rangers du risque (Chip 'n' Dale Rescue Rangers) (Série TV) : Canina LaFur (Voix)
- 1992-1993 : The Addams Family (Série TV) : Grandmama Addams (Voix)
- 1993 : 2 Stupid Dogs (Série TV) : La plus vieille femme / La sorcière écarlate (Voix)
- 1994 : L'Homme à la Rolls (Burke's Law) (Série TV) : Daphne LeMay
- 1994 : Le Bus magique (The Magic School Bus) (Série TV) : Cornelia C. Contralto II
- 1997 : Le Drew Carey Show (Série TV) : Carol Channing
- 1997 : Les Anges du bonheur (Touched By A Angel) (Série TV) : Carol Channing
- 1998 : Style & Substance (Série TV) : Carol Channing
- 2005-2007 : Juniper Lee : Tante Roonie (Voix)
- 2006 : Les Griffin (Série TV) : Carol Channing (Voix)

## Distinctions

### Récompenses
- 1964 : Tony Award de la meilleure actrice dans une comédie musicale pour Hello Dolly
- 1966 : Prix Sarah-Siddons
- 1968 : Golden Globe de la meilleure actrice dans un second rôle pour Thoroughly Modern Millie
- 1968 : Special Tony Award
- 1995 : Tony Award Prix d'excellence pour l'ensemble des réalisations
- 1996 : Los Angeles Drama Critics Circle Award Prix d'excellence pour l'ensemble des réalisations
- 2002 : Grammy Awards Grammy Hall of Fame